# 2016–2017-es női EHF-kupa (selejtezők)
A 2016–2017-es női EHF-kupa selejtezőit három fordulóban bonyolították le 2016. szeptember 9. és november 20. között. A 3. selejtezőkör párosításainak győztesei és a bajnokok ligája csoportnegyedikei jutottak be a 2016–2017-es női EHF-kupa csoportkörébe.

## Fordulók és időpontok
| Forduló         | 1. mérkőzés            | 2. mérkőzés             |
| --------------- | ---------------------- | ----------------------- |
| 1. selejtezőkör | 2016. szeptember 9–17. | 2016. szeptember 10–18. |
| 2. selejtezőkör | 2016. október 15–22.   | 2016. október 16–23.    |
| 3. selejtezőkör | 2016. november 12–19.  | 2016. november 13–20.   |

## 1. selejtezőkör

### 1. selejtezőkör, párosítások
Az első selejtezőkör mérkőzéseit 2016. szeptember 9. és szeptember 18. között rendezik.
| 1. csapat                  | Össz. | 2. csapat                         | 1. mérk. | 2. mérk. |
| -------------------------- | ----- | --------------------------------- | -------- | -------- |
| VfL Oldenburg              | 77–40 | Bnei Hertzeliya                   | 41–20    | 36–20    |
| Alba Fehérvár KC           | 55–34 | Vistal Gdynia                     | 28–17    | 27–17    |
| HB Dudelange               | 22–79 | H.C. Dunarea Braila               | 12–43    | 10–36    |
| Lugi HF                    | 43–54 | Nykobing Falster HK               | 23–25    | 20–29    |
| SPONO Eagles               | 71–30 | KHF Prishtina                     | 41–14    | 30–16    |
| Dinamo-Sinara              | 56–41 | Succes Schoonmaak / VOC Amsterdam | 29–19    | 27–22    |
| H.C. Holon                 | 37–74 | Tertnes Bergen                    | 21–32    | 16–42    |
| HZRK Grude                 | 33–83 | ASC Corona 2010 Brasov            | 16–43    | 17–40    |
| Byasen Trondheim           | 57–40 | RK Zagorje                        | 32–20    | 25–20    |
| Nantes Loire Atlantique HB | 81–27 | Alavarium / Love Tiles            | 47–16    | 34–11    |
| DHK Banik Most             | 58–55 | BNTU-BelAZ Minsk Reg.             | 28–23    | 30–32    |
| HC Neistin                 | 44–57 | CSM Ploiesti                      | 24–26    | 20–31    |
| ZRK Naisa Nis              | 34–71 | SG BBM Bietigheim                 | 15–34    | 19–37    |
| Galytchanka                | 44–46 | Pogon Baltica Szczecin            | 24–22    | 20–24    |
| ZRK Izvor Bukovicka Banja  | 71–34 | A.C. Latsia Nicosia               | 38–14    | 33–20    |
| Kuban Krasznodar           | 67–48 | O.F.N. Ionias                     | 36–24    | 31–24    |
| Issy Paris Hand            | 59–43 | LC Brühl Handball                 | 29–20    | 30–23    |
| ACME-Zalgiris Kaunas       | 51–55 | Muratpasa Belediyesi SK           | 27–30    | 24–25    |
| Vipers Kristiansand        | 89–22 | Cassano Magnago                   | 52–10    | 37–12    |
| Skuru IK                   | 44–45 | DHC Slavia Praha                  | 26–22    | 18–23    |
| Brest Bretagne Handball    | 61–34 | Madeira Andebol SAD               | 30–16    | 31–18    |

### 1. selejtezőkör, mérkőzések
| 2016. szeptember 17. 19:30 | VfL Oldenburg | 41–20       | Bnei Hertzeliya | Nézőszám: 436Játékvezetők: Weijmans, Wolbertus (NED) |
| 2016. szeptember 17. 19:30 | Dulfer 6      | (21–8)      | Vakrat 8        | Nézőszám: 436Játékvezetők: Weijmans, Wolbertus (NED) |
| 2016. szeptember 17. 19:30 | 1× 2×         | Jegyzőkönyv | 2×              | Nézőszám: 436Játékvezetők: Weijmans, Wolbertus (NED) |

| 2016. szeptember 18. 14:00 | Bnei Hertzeliya | 20–36   | VfL Oldenburg | Nézőszám: 352Játékvezetők: Weijmans, Wolbertus (NED) |
| 2016. szeptember 18. 14:00 | Vakrat 5        | (11–20) | Behrend 6     | Nézőszám: 352Játékvezetők: Weijmans, Wolbertus (NED) |
| 2016. szeptember 18. 14:00 | Jegyzőkönyv     |         |               | Nézőszám: 352Játékvezetők: Weijmans, Wolbertus (NED) |

| 2016. október 10. 18:00 | Alba Fehérvár KC       | 28–17       | Vistal Gdynia | KÖFÉM Sportcsarnok, Székesfehérvár Nézőszám: 500 Játékvezetők: Maric, Masic (SRB) |
| 2016. október 10. 18:00 | Gjorgjievszka, Lavko 5 | (15–8)      | Janiszewska 6 | KÖFÉM Sportcsarnok, Székesfehérvár Nézőszám: 500 Játékvezetők: Maric, Masic (SRB) |
| 2016. október 10. 18:00 | 3× 3×                  | Jegyzőkönyv | 4× 3×         | KÖFÉM Sportcsarnok, Székesfehérvár Nézőszám: 500 Játékvezetők: Maric, Masic (SRB) |

| 2016. szeptember 18. 16:00 | Vistal Gdynia | 17–27       | Alba Fehérvár KC | Nézőszám: 500Játékvezetők: Vranes, Wenninger (AUT) |
| 2016. szeptember 18. 16:00 | Olszowa 5     | (8–14)      | Bandelier 7      | Nézőszám: 500Játékvezetők: Vranes, Wenninger (AUT) |
| 2016. szeptember 18. 16:00 | 3× 3×         | Jegyzőkönyv | 3× 3×            | Nézőszám: 500Játékvezetők: Vranes, Wenninger (AUT) |

| 2016. szeptember 17. 18:00 | HB Dudelange | 12–43       | H.C. Dunarea Braila | Nézőszám: 2000Játékvezetők: Hofer, Schmidhuber (AUT) |
| 2016. szeptember 17. 18:00 | J. Wirtz 6   | (6–21)      | Tiron 9             | Nézőszám: 2000Játékvezetők: Hofer, Schmidhuber (AUT) |
| 2016. szeptember 17. 18:00 | 4× 2×        | Jegyzőkönyv | 1× 2×               | Nézőszám: 2000Játékvezetők: Hofer, Schmidhuber (AUT) |

| 2016. szeptember 18. 18:00 | H.C. Dunarea Braila | 36–10       | HB Dudelange     | Nézőszám: 1300Játékvezetők: Hofer, Schmidhuber (AUT) |
| 2016. szeptember 18. 18:00 | Tiron 8             | (15–4)      | Damy, J. Wirtz 3 | Nézőszám: 1300Játékvezetők: Hofer, Schmidhuber (AUT) |
| 2016. szeptember 18. 18:00 | 4× 2×               | Jegyzőkönyv | 3× 3×            | Nézőszám: 1300Játékvezetők: Hofer, Schmidhuber (AUT) |

| 2016. szeptember 11. 17:00 | Lugi HF      | 23–25       | Nykobing Falster HK | Nézőszám: 645Játékvezetők: Merz, Schilha (GER) |
| 2016. szeptember 11. 17:00 | Blomstrand 8 | (11–14)     | Hagman 8            | Nézőszám: 645Játékvezetők: Merz, Schilha (GER) |
| 2016. szeptember 11. 17:00 | 3× 3×        | Jegyzőkönyv | 2× 3×               | Nézőszám: 645Játékvezetők: Merz, Schilha (GER) |

| 2016. szeptember 18. 19:00 | Nykobing Falster HK | 29–20       | Lugi HF   | Nézőszám: 1088Játékvezetők: Sa, Sa (POR) |
| 2016. szeptember 18. 19:00 | Pedersen 6          | (9–9)       | Petren 10 | Nézőszám: 1088Játékvezetők: Sa, Sa (POR) |
| 2016. szeptember 18. 19:00 | 5× 3× 1×            | Jegyzőkönyv | 5× 2×     | Nézőszám: 1088Játékvezetők: Sa, Sa (POR) |

| 2016. szeptember 10. 17:00 | SPONO Eagles   | 41–14       | KHF Prishtina | Nézőszám: 350Játékvezetők: Hatipoglu, Simsek (TUR) |
| 2016. szeptember 10. 17:00 | Frey, Matter 9 | (17–8)      | Tahiri 5      | Nézőszám: 350Játékvezetők: Hatipoglu, Simsek (TUR) |
| 2016. szeptember 10. 17:00 | 3× 3×          | Jegyzőkönyv | 8× 3×         | Nézőszám: 350Játékvezetők: Hatipoglu, Simsek (TUR) |

| 2016. szeptember 11. 14:00 | KHF Prishtina | 16–30       | SPONO Eagles   | Nézőszám: 200Játékvezetők: Hatipoglu, Simsek (TUR) |
| 2016. szeptember 11. 14:00 | Rama 9        | (10–13)     | Arnet, Hodel 6 | Nézőszám: 200Játékvezetők: Hatipoglu, Simsek (TUR) |
| 2016. szeptember 11. 14:00 | 12× 3× 2×     | Jegyzőkönyv | 2× 3×          | Nézőszám: 200Játékvezetők: Hatipoglu, Simsek (TUR) |

| 2016. szeptember 10. 14:00 | Dinamo-Sinara   | 29–19       | Succes Schoonmaak / VOC Amsterdam | Nézőszám: 900Játékvezetők: Metalari, Nikolovski (MKD) |
| 2016. szeptember 10. 14:00 | három játékos 5 | (12–9)      | Rozemalen 9                       | Nézőszám: 900Játékvezetők: Metalari, Nikolovski (MKD) |
| 2016. szeptember 10. 14:00 | 4× 3×           | Jegyzőkönyv | 3× 3×                             | Nézőszám: 900Játékvezetők: Metalari, Nikolovski (MKD) |

| 2016. szeptember 11. 14:00 | Succes Schoonmaak / VOC Amsterdam | 22–27       | Dinamo-Sinara        | Nézőszám: 900Játékvezetők: Metalari, Nikolovski (MKD) |
| 2016. szeptember 11. 14:00 | Hendrikse 8                       | (12–14)     | Ganicheva, Suslova 4 | Nézőszám: 900Játékvezetők: Metalari, Nikolovski (MKD) |
| 2016. szeptember 11. 14:00 | 3× 3×                             | Jegyzőkönyv | 6× 3×                | Nézőszám: 900Játékvezetők: Metalari, Nikolovski (MKD) |

| 2016. szeptember 16. 18:00 | H.C. Holon             | 21–32       | Tertnes Bergen | Nézőszám: 230Játékvezetők: Christidi, Papamattheou (GRE) |
| 2016. szeptember 16. 18:00 | Ben Shoshan, Ohaekwe 7 | (12–16)     | Hagen 7        | Nézőszám: 230Játékvezetők: Christidi, Papamattheou (GRE) |
| 2016. szeptember 16. 18:00 | 7× 3× 1×               | Jegyzőkönyv | 4× 3×          | Nézőszám: 230Játékvezetők: Christidi, Papamattheou (GRE) |

| 2016. szeptember 17. 15:00 | Tertnes Bergen | 42–16       | H.C. Holon | Nézőszám: 190Játékvezetők: Christidi, Papamattheou (GRE) |
| 2016. szeptember 17. 15:00 | Bergset 7      | (23–10)     | Ohaekwe 5  | Nézőszám: 190Játékvezetők: Christidi, Papamattheou (GRE) |
| 2016. szeptember 17. 15:00 | 2× 3×          | Jegyzőkönyv | 3× 3× 1×   | Nézőszám: 190Játékvezetők: Christidi, Papamattheou (GRE) |

| 2016. szeptember 9. 18:00 | HZRK Grude | 16–43       | ASC Corona 2010 Brasov | Nézőszám: 600Játékvezetők: Rakytina, Tkachuk (UKR) |
| 2016. szeptember 9. 18:00 | Azinovic 5 | (8–20)      | Tirca 9                | Nézőszám: 600Játékvezetők: Rakytina, Tkachuk (UKR) |
| 2016. szeptember 9. 18:00 | 1× 2×      | Jegyzőkönyv | 5× 3× 1×               | Nézőszám: 600Játékvezetők: Rakytina, Tkachuk (UKR) |

| 2016. szeptember 10. 18:00 | ASC Corona 2010 Brasov | 40–17       | HZRK Grude | Nézőszám: 500Játékvezetők: Rakytina, Tkachuk (UKR) |
| 2016. szeptember 10. 18:00 | Neagu 6                | (20–11)     | Maric 5    | Nézőszám: 500Játékvezetők: Rakytina, Tkachuk (UKR) |
| 2016. szeptember 10. 18:00 | 3× 3×                  | Jegyzőkönyv | 1× 3×      | Nézőszám: 500Játékvezetők: Rakytina, Tkachuk (UKR) |

| 2016. szeptember 17. 18:00 | Byasen Trondheim    | 32–20       | RK Zagorje | Nézőszám: 436Játékvezetők: Jerlecki, Labun (POL) |
| 2016. szeptember 17. 18:00 | Arntzen, Jacobsen 6 | (16–8)      | Stanko 7   | Nézőszám: 436Játékvezetők: Jerlecki, Labun (POL) |
| 2016. szeptember 17. 18:00 | 3× 3×               | Jegyzőkönyv | 3× 3×      | Nézőszám: 436Játékvezetők: Jerlecki, Labun (POL) |

| 2016. szeptember 18. 16:00 | RK Zagorje | 20–25       | Byasen Trondheim | Nézőszám: 326Játékvezetők: Jerlecki, Labun (POL) |
| 2016. szeptember 18. 16:00 | Voglar 6   | (10–11)     | öt játékos 3     | Nézőszám: 326Játékvezetők: Jerlecki, Labun (POL) |
| 2016. szeptember 18. 16:00 | 2× 3×      | Jegyzőkönyv | 4× 3× 1×         | Nézőszám: 326Játékvezetők: Jerlecki, Labun (POL) |

| 2016. szeptember 9. 21:00 | Nantes Loire Atlantique HB | 47–16       | Alavarium / Love Tiles | Nézőszám: 2438Játékvezetők: Smailagic, Smailagic (SWE) |
| 2016. szeptember 9. 21:00 | Lignieres 9                | (18–8)      | Soares 6               | Nézőszám: 2438Játékvezetők: Smailagic, Smailagic (SWE) |
| 2016. szeptember 9. 21:00 | 3× 2×                      | Jegyzőkönyv | 3× 3×                  | Nézőszám: 2438Játékvezetők: Smailagic, Smailagic (SWE) |

| 2016. szeptember 10. 20:30 | Alavarium / Love Tiles | 11–34       | Nantes Loire Atlantique HB | Nézőszám: 1725Játékvezetők: Smailagic, Smailagic (SWE) |
| 2016. szeptember 10. 20:30 | Soares 5               | (6–17)      | Marchal 9                  | Nézőszám: 1725Játékvezetők: Smailagic, Smailagic (SWE) |
| 2016. szeptember 10. 20:30 | 3× 3×                  | Jegyzőkönyv | 2× 3×                      | Nézőszám: 1725Játékvezetők: Smailagic, Smailagic (SWE) |

|              | DHK Banik Most | 28–23               | BNTU-BelAZ Minsk Reg. | Nézőszám: 850Játékvezetők: Barysas, Petrusis (LTU) |
| Chmelarova 6 | (13–9)         | Mazgo, Silitskaya 6 |                       | Nézőszám: 850Játékvezetők: Barysas, Petrusis (LTU) |
| 1× 2×        | Jegyzőkönyv    | 2× 3×               |                       | Nézőszám: 850Játékvezetők: Barysas, Petrusis (LTU) |

| 2016. szeptember 18. 18:00 | BNTU-BelAZ Minsk Reg. | 32–30       | DHK Banik Most | Nézőszám: 950Játékvezetők: Barysas, Petrusis (LTU) |
| 2016. szeptember 18. 18:00 | Silitskaya 8          | (16–15)     | Jerabkova 11   | Nézőszám: 950Játékvezetők: Barysas, Petrusis (LTU) |
| 2016. szeptember 18. 18:00 | 2× 3×                 | Jegyzőkönyv | 4× 3×          | Nézőszám: 950Játékvezetők: Barysas, Petrusis (LTU) |

| 2016. szeptember 10. 19:00 | HC Neistin          | 24–26       | CSM Ploiesti | Nézőszám: 395Játékvezetők: Braseth, Sundet (NOR) |
| 2016. szeptember 10. 19:00 | Falkvard Danberg 12 | (12–12)     | Dmitrovic 12 | Nézőszám: 395Játékvezetők: Braseth, Sundet (NOR) |
| 2016. szeptember 10. 19:00 | 3× 2×               | Jegyzőkönyv | 3× 2×        | Nézőszám: 395Játékvezetők: Braseth, Sundet (NOR) |

| 2016. szeptember 17. 18:00 | CSM Ploiesti | 31–20       | HC Neistin           | Nézőszám: 500Játékvezetők: Chrzan, Janas (POL) |
| 2016. szeptember 17. 18:00 | Chiricuta 9  | (15–8)      | Martinsdóttir Berg 6 | Nézőszám: 500Játékvezetők: Chrzan, Janas (POL) |
| 2016. szeptember 17. 18:00 | 1× 2×        | Jegyzőkönyv | 2× 2×                | Nézőszám: 500Játékvezetők: Chrzan, Janas (POL) |

| 2016. szeptember 17. 20:00 | ZRK Naisa Nis | 15–34       | SG BBM Bietigheim | Nézőszám: 1230Játékvezetők: Pech, Vágvölgyi (HUN) |
| 2016. szeptember 17. 20:00 | Radovic 4     | (8–15)      | da Silva 9        | Nézőszám: 1230Játékvezetők: Pech, Vágvölgyi (HUN) |
| 2016. szeptember 17. 20:00 | 5× 3×         | Jegyzőkönyv | 2× 3×             | Nézőszám: 1230Játékvezetők: Pech, Vágvölgyi (HUN) |

| 2016. szeptember 18. 16:00 | SG BBM Bietigheim | 37–19       | ZRK Naisa Nis | Nézőszám: 298Játékvezetők: Pech, Vágvölgyi (HUN) |
| 2016. szeptember 18. 16:00 | három játékos 7   | (19–7)      | Radovic 6     | Nézőszám: 298Játékvezetők: Pech, Vágvölgyi (HUN) |
| 2016. szeptember 18. 16:00 | 5× 3×             | Jegyzőkönyv | 3× 3×         | Nézőszám: 298Játékvezetők: Pech, Vágvölgyi (HUN) |

| 2016. szeptember 17. 16:00 | Galytchanka | 24–22       | Pogon Baltica Szczecin  | Nézőszám: 500Játékvezetők: Budzak, Zahradnik (SVK) |
| 2016. szeptember 17. 16:00 | Volovnyk 6  | (11–9)      | Bancilon, Krolikowska 5 | Nézőszám: 500Játékvezetők: Budzak, Zahradnik (SVK) |
| 2016. szeptember 17. 16:00 | 5× 3×       | Jegyzőkönyv | 3× 2×                   | Nézőszám: 500Játékvezetők: Budzak, Zahradnik (SVK) |

| 2016. szeptember 18. 15:00 | Pogon Baltica Szczecin | 24–20       | Galytchanka | Nézőszám: 650Játékvezetők: Budzak, Zahradnik (SVK) |
| 2016. szeptember 18. 15:00 | Szczecina 5            | (12–9)      | Smolinh     | Nézőszám: 650Játékvezetők: Budzak, Zahradnik (SVK) |
| 2016. szeptember 18. 15:00 | 2× 3×                  | Jegyzőkönyv | 4× 3×       | Nézőszám: 650Játékvezetők: Budzak, Zahradnik (SVK) |

| 2016. szeptember 17. 20:00 | ZRK Izvor Bukovicka Banja | 38–14       | A.C. Latsia Nicosia | Nézőszám: 400Játékvezetők: Ershov, Pavliukov (RUS) |
| 2016. szeptember 17. 20:00 | Milosevic, Zarkovic 6     | (18–5)      | Ecaterinescu 4      | Nézőszám: 400Játékvezetők: Ershov, Pavliukov (RUS) |
| 2016. szeptember 17. 20:00 | 1× 2×                     | Jegyzőkönyv | 1× 3×               | Nézőszám: 400Játékvezetők: Ershov, Pavliukov (RUS) |

| 2016. szeptember 18. 20:00 | A.C. Latsia Nicosia | 20–33       | ZRK Izvor Bukovicka Banja | Nézőszám: 300Játékvezetők: Ershov, Pavliukov (RUS) |
| 2016. szeptember 18. 20:00 | Ecaterinescu 8      | (8–16)      | Radoicic, Tomic 5         | Nézőszám: 300Játékvezetők: Ershov, Pavliukov (RUS) |
| 2016. szeptember 18. 20:00 | 3× 3×               | Jegyzőkönyv | 3× 3×                     | Nézőszám: 300Játékvezetők: Ershov, Pavliukov (RUS) |

| 2016. szeptember 17. 17:00 | Kuban Krasznodar | 36–24       | O.F.N. Ionias | Nézőszám: 950Játékvezetők: Jovic, Arnautovic (BIH) |
| 2016. szeptember 17. 17:00 | Kuznyecova 6     | (15–7)      | Brauer 9      | Nézőszám: 950Játékvezetők: Jovic, Arnautovic (BIH) |
| 2016. szeptember 17. 17:00 | 7× 3×            | Jegyzőkönyv | 2× 3×         | Nézőszám: 950Játékvezetők: Jovic, Arnautovic (BIH) |

| 2016. szeptember 18. 16:00 | O.F.N. Ionias     | 24–31       | Kuban Krasznodar | Nézőszám: 800Játékvezetők: Jovic, Arnautovic (BIH) |
| 2016. szeptember 18. 16:00 | Brauer, Zygoura 5 | (12–17)     | Zakarian 7       | Nézőszám: 800Játékvezetők: Jovic, Arnautovic (BIH) |
| 2016. szeptember 18. 16:00 | 7× 2×             | Jegyzőkönyv | 7× 3× 1×         | Nézőszám: 800Játékvezetők: Jovic, Arnautovic (BIH) |

| 2016. szeptember 17. 17:30 | Issy Paris Hand | 29–20       | LC Brühl Handball | Nézőszám: 350Játékvezetők: Ilieva, Karbeska (MKD) |
| 2016. szeptember 17. 17:30 | Zalewska 5      | (19–9)      | négy játékos 3    | Nézőszám: 350Játékvezetők: Ilieva, Karbeska (MKD) |
| 2016. szeptember 17. 17:30 | 4× 3×           | Jegyzőkönyv | 1× 3×             | Nézőszám: 350Játékvezetők: Ilieva, Karbeska (MKD) |

| 2016. szeptember 18. 14:30 | LC Brühl Handball | 23–30       | Issy Paris Hand | Nézőszám: 400Játékvezetők: Ilieva, Karbeska (MKD) |
| 2016. szeptember 18. 14:30 | Kündig 6          | (11–15)     | Oftedal 11      | Nézőszám: 400Játékvezetők: Ilieva, Karbeska (MKD) |
| 2016. szeptember 18. 14:30 | 1× 3×             | Jegyzőkönyv | 3× 3×           | Nézőszám: 400Játékvezetők: Ilieva, Karbeska (MKD) |

| 2016. szeptember 10. 15:00 | ACME-Zalgiris Kaunas | 27–30       | Muratpasa Belediyesi SK | Nézőszám: 300Játékvezetők: Manea, Iliescu (ROU) |
| 2016. szeptember 10. 15:00 | Kniubaite 9          | (14–16)     | Baranik, Snopova 7      | Nézőszám: 300Játékvezetők: Manea, Iliescu (ROU) |
| 2016. szeptember 10. 15:00 | 2× 3×                | Jegyzőkönyv | 3× 3×                   | Nézőszám: 300Játékvezetők: Manea, Iliescu (ROU) |

| 2016. szeptember 11. 15:00 | Muratpasa Belediyesi SK | 25–24       | ACME-Zalgiris Kaunas | Nézőszám: 200Játékvezetők: Manea, Iliescu (ROU) |
| 2016. szeptember 11. 15:00 | Hosgör Binboga 10       | (10–12)     | Kniubaite 7          | Nézőszám: 200Játékvezetők: Manea, Iliescu (ROU) |
| 2016. szeptember 11. 15:00 | 3× 3×                   | Jegyzőkönyv | 4× 3×                | Nézőszám: 200Játékvezetők: Manea, Iliescu (ROU) |

| 2016. szeptember 10. 19:30 | Vipers Kristiansand | 52–10       | Cassano Magnago | Nézőszám: 250Játékvezetők: Xhema, Jahja (KOS) |
| 2016. szeptember 10. 19:30 | Kristiansen 10      | (20–7)      | Del Balzo 5     | Nézőszám: 250Játékvezetők: Xhema, Jahja (KOS) |
| 2016. szeptember 10. 19:30 | 2×                  | Jegyzőkönyv | 1× 2×           | Nézőszám: 250Játékvezetők: Xhema, Jahja (KOS) |

| 2016. szeptember 11. 18:00 | Cassano Magnago | 12–37       | Vipers Kristiansand | Nézőszám: 300Játékvezetők: Xhema, Jahja (KOS) |
| 2016. szeptember 11. 18:00 | Barbosu 3       | (7–16)      | Olsen 12            | Nézőszám: 300Játékvezetők: Xhema, Jahja (KOS) |
| 2016. szeptember 11. 18:00 | 1× 1×           | Jegyzőkönyv | 1× 2×               | Nézőszám: 300Játékvezetők: Xhema, Jahja (KOS) |

| 2016. szeptember 10. 14:00 | Skuru IK    | 26–22       | DHC Slavia Praha | Nézőszám: 202Játékvezetők: Rutkovskis, Dzerve (LAT) |
| 2016. szeptember 10. 14:00 | Lundström 6 | (15–12)     | Galuskova 9      | Nézőszám: 202Játékvezetők: Rutkovskis, Dzerve (LAT) |
| 2016. szeptember 10. 14:00 | 3× 3×       | Jegyzőkönyv | 1× 3× 1×         | Nézőszám: 202Játékvezetők: Rutkovskis, Dzerve (LAT) |

| 2016. szeptember 18. 17:00 | DHC Slavia Praha | 23–18       | Skuru IK        | Nézőszám: 450Játékvezetők: Vitaku, Vitaku (KOS) |
| 2016. szeptember 18. 17:00 | Kutlvasrova 8    | (11–8)      | Ahlen, Wallén 4 | Nézőszám: 450Játékvezetők: Vitaku, Vitaku (KOS) |
| 2016. szeptember 18. 17:00 | 2× 3×            | Jegyzőkönyv | 4× 3×           | Nézőszám: 450Játékvezetők: Vitaku, Vitaku (KOS) |

| 2016. szeptember 10. 20:30 | Brest Bretagne Handball | 30–16       | Madeira Andebol SAD | Nézőszám: 3848Játékvezetők: Bennani, Bennani (SWE) |
| 2016. szeptember 10. 20:30 | Limal 5                 | (13–8)      | Vieira Lopes 6      | Nézőszám: 3848Játékvezetők: Bennani, Bennani (SWE) |
| 2016. szeptember 10. 20:30 | 3×                      | Jegyzőkönyv | 5× 2×               | Nézőszám: 3848Játékvezetők: Bennani, Bennani (SWE) |

| 2016. szeptember 17. 18:00 | Madeira Andebol SAD | 18–31       | Brest Bretagne Handball | Nézőszám: 500Játékvezetők: Rauchs, Linster (LUX) |
| 2016. szeptember 17. 18:00 | három játékos 4     | (8–14)      | Desgrolard, Limal 6     | Nézőszám: 500Játékvezetők: Rauchs, Linster (LUX) |
| 2016. szeptember 17. 18:00 | 5× 2×               | Jegyzőkönyv | 3× 3×                   | Nézőszám: 500Játékvezetők: Rauchs, Linster (LUX) |

## 2. selejtezőkör

### 2. selejtezőkör, párosítások
A második selejtezőkör mérkőzéseit 2016. október 15. és október 23. között rendezik. Itt kapcsolódnak be a Bajnokok ligája selejtezőjéből negyedik helyen kiesett csapatok.
| 1. csapat                  | Össz. | 2. csapat                           | 1. mérk. | 2. mérk. |
| -------------------------- | ----- | ----------------------------------- | -------- | -------- |
| HC Gomel                   | 37–53 | H.C. Dunarea Braila                 | 15–27    | 22–26    |
| Dinamo-Sinara              | 51–60 | Brest Bretagne Handball             | 25–29    | 26–31    |
| SG BBM Bietigheim          | 60–43 | ASC Corona 2010 Brasov              | 37–24    | 23–19    |
| Érd NK                     | 59–52 | Issy Paris Hand                     | 30–26    | 29–26    |
| DHC Slavia Praha           | 45–65 | Viborg HK                           | 23–29    | 22–36    |
| CSM Ploiesti               | 33–92 | IUVENTA Michalovce                  | 19–43    | 14–49    |
| ZRK Izvor Bukovicka Banja  | 54–59 | SERCODAK Dalfsen                    | 26–34    | 28–25    |
| SPONO Eagles               | 51–73 | Kuban Krasznodar                    | 23–35    | 28–38    |
| H.C.M. Roman               | 49–55 | Alba Fehérvár KC                    | 25–27    | 24–28    |
| TuS Metzingen              | 59–47 | DHK Banik Most                      | 30–22    | 29–25    |
| Muratpasa Belediyesi SK    | 33–56 | Randers HK                          | 20–30    | 13–26    |
| VfL Oldenburg              | 52–48 | Fleury Loiret Handball              | 29–22    | 23–26    |
| Pogon Baltica Szczecin     | 57–68 | NFH - Nykøbing Falster Håndboldklub | 29–35    | 28–33    |
| Byasen Trondheim           | 62–53 | Tertnes Bergen                      | 33–27    | 29–26    |
| HC Lada Togliatti          | 55–55 | Vipers Kristiansand                 | 29–23    | 26–32    |
| Nantes Loire Atlantique HB | 52–49 | DVSC-TVP                            | 24–23    | 28–26    |

### 2. selejtezőkör, mérkőzések
| 2016. október 15. 17:00 | HC Gomel     | 15–27       | H.C. Dunarea Braila | Nézőszám: 850Játékvezetők: Lindenbaum, Laron (ISR) |
| 2016. október 15. 17:00 | Artamonova 4 | (10–11)     | Tatar, Tiron 5      | Nézőszám: 850Játékvezetők: Lindenbaum, Laron (ISR) |
| 2016. október 15. 17:00 | 4× 3×        | Jegyzőkönyv | 2× 1×               | Nézőszám: 850Játékvezetők: Lindenbaum, Laron (ISR) |

| 2016. október 23. 17:00 | H.C. Dunarea Braila | 26–22       | HC Gomel  | Nézőszám: 1980Játékvezetők: Bennani, Bennani (SWE) |
| 2016. október 23. 17:00 | Perianu 6           | (13–8)      | Dronova 6 | Nézőszám: 1980Játékvezetők: Bennani, Bennani (SWE) |
| 2016. október 23. 17:00 | 1× 1×               | Jegyzőkönyv | 4× 3×     | Nézőszám: 1980Játékvezetők: Bennani, Bennani (SWE) |

| 2016. október 21. 20:30 | Dinamo-Sinara | 25–29       | Brest Bretagne Handball | Nézőszám: 1060Játékvezetők: Ben-Dan, Faran (ISR) |
| 2016. október 21. 20:30 | Suslova 7     | (13–15)     | Mangué 7                | Nézőszám: 1060Játékvezetők: Ben-Dan, Faran (ISR) |
| 2016. október 21. 20:30 | 5× 3×         | Jegyzőkönyv | 1× 2×                   | Nézőszám: 1060Játékvezetők: Ben-Dan, Faran (ISR) |

| 2016. október 22. 20:30 | Brest Bretagne Handball | 31–26       | Dinamo-Sinara | Nézőszám: 1221Játékvezetők: Ben-Dan, Faran (ISR) |
| 2016. október 22. 20:30 | Ntsama Akoa 9           | (16–8)      | Suslova 8     | Nézőszám: 1221Játékvezetők: Ben-Dan, Faran (ISR) |
| 2016. október 22. 20:30 | 6× 3×                   | Jegyzőkönyv | 8× 3×         | Nézőszám: 1221Játékvezetők: Ben-Dan, Faran (ISR) |

| 2016. október 15. 19:00 | SG BBM Bietigheim | 37–24       | ASC Corona 2010 Brasov | Nézőszám: 1500Játékvezetők: Cernavskis, Bogdanovs (LAT) |
| 2016. október 15. 19:00 | Naidzinavicius 9  | (17–13)     | Hotea 5                | Nézőszám: 1500Játékvezetők: Cernavskis, Bogdanovs (LAT) |
| 2016. október 15. 19:00 | 1× 2×             | Jegyzőkönyv | 2× 1×                  | Nézőszám: 1500Játékvezetők: Cernavskis, Bogdanovs (LAT) |

| 2016. október 12. 19:00 | ASC Corona 2010 Brasov | 19–23       | SG BBM Bietigheim | Nézőszám: 1100Játékvezetők: Sa, Sa (POR) |
| 2016. október 12. 19:00 | Dinca 4                | (12–12)     | Müller 5          | Nézőszám: 1100Játékvezetők: Sa, Sa (POR) |
| 2016. október 12. 19:00 | 3× 3×                  | Jegyzőkönyv | 5× 3×             | Nézőszám: 1100Játékvezetők: Sa, Sa (POR) |

| 2016. október 16. 15:30 | Érd NK   | 30–26       | Issy Paris Hand | Nézőszám: 2000Játékvezetők: Scevola, Alperan (ITA) |
| 2016. október 16. 15:30 | Krpež 12 | (13–10)     | S. B. Oftedal 9 | Nézőszám: 2000Játékvezetők: Scevola, Alperan (ITA) |
| 2016. október 16. 15:30 | 3× 3×    | Jegyzőkönyv | 4× 2× 1×        | Nézőszám: 2000Játékvezetők: Scevola, Alperan (ITA) |

| 2016. október 23. 17:00 | Issy Paris Hand  | 26–29       | Érd NK   | Nézőszám: 1300Játékvezetők: Freitas, Carvalho (POR) |
| 2016. október 23. 17:00 | S. B. Oftedal 10 | (15–16)     | Krpež 10 | Nézőszám: 1300Játékvezetők: Freitas, Carvalho (POR) |
| 2016. október 23. 17:00 | 3× 3×            | Jegyzőkönyv | 4× 3×    | Nézőszám: 1300Játékvezetők: Freitas, Carvalho (POR) |

| 2016. október 16. 17:00 | DHC Slavia Praha | 23–29       | Viborg HK             | Nézőszám: 500Játékvezetők: Rakytina, Tkachuk (UKR) |
| 2016. október 16. 17:00 | Galusková 6      | (11–19)     | Norgaard Osterballe 8 | Nézőszám: 500Játékvezetők: Rakytina, Tkachuk (UKR) |
| 2016. október 16. 17:00 | 3×               | Jegyzőkönyv | 2×                    | Nézőszám: 500Játékvezetők: Rakytina, Tkachuk (UKR) |

| 2016. október 22. 16:00 | Viborg HK              | 36–22       | DHC Slavia Praha | Nézőszám: 1075Játékvezetők: Simone, Monitillo (ITA) |
| 2016. október 22. 16:00 | Norgaard Osterballe 11 | (21–10)     | Kutlvasrová 7    | Nézőszám: 1075Játékvezetők: Simone, Monitillo (ITA) |
| 2016. október 22. 16:00 | 2× 3×                  | Jegyzőkönyv | 3× 2×            | Nézőszám: 1075Játékvezetők: Simone, Monitillo (ITA) |

| 2016. október 22. 15:00 | CSM Ploiesti | 19–43       | IUVENTA Michalovce      | Nézőszám: 400Játékvezetők: Jovic, Arnautovic (BIH) |
| 2016. október 22. 15:00 | Serban 6     | (6–24)      | Dubautsova, Levchenko 6 | Nézőszám: 400Játékvezetők: Jovic, Arnautovic (BIH) |
| 2016. október 22. 15:00 | 6× 3× 1×     | Jegyzőkönyv | 6× 3×                   | Nézőszám: 400Játékvezetők: Jovic, Arnautovic (BIH) |

| 2016. október 23. 15:00 | IUVENTA Michalovce | 49–14       | CSM Ploiesti | Nézőszám: 200Játékvezetők: Jovic, Arnautovic (BIH) |
| 2016. október 23. 15:00 | Levchenko 12       | (22–5)      | Marin 6      | Nézőszám: 200Játékvezetők: Jovic, Arnautovic (BIH) |
| 2016. október 23. 15:00 | 3× 3×              | Jegyzőkönyv | 8× 3×        | Nézőszám: 200Játékvezetők: Jovic, Arnautovic (BIH) |

| 2016. október 21. 20:30 | ZRK Izvor Bukovicka Banja | 26–34       | SERCODAK Dalfsen | Nézőszám: 348Játékvezetők: Kjaer, Pedersen (DEN) |
| 2016. október 21. 20:30 | Anic, Tomkovic 7          | (14–19)     | Pavkovic 9       | Nézőszám: 348Játékvezetők: Kjaer, Pedersen (DEN) |
| 2016. október 21. 20:30 | 4× 2×                     | Jegyzőkönyv | 3× 3×            | Nézőszám: 348Játékvezetők: Kjaer, Pedersen (DEN) |

| 2016. október 23. 14:00 | SERCODAK Dalfsen    | 25–28       | ZRK Izvor Bukovicka Banja | Nézőszám: 650Játékvezetők: Kjaer, Pedersen (DEN) |
| 2016. október 23. 14:00 | De Wild, Pavkovic 4 | (16–14)     | Anic, Tomkovic 5          | Nézőszám: 650Játékvezetők: Kjaer, Pedersen (DEN) |
| 2016. október 23. 14:00 | 1× 3×               | Jegyzőkönyv | 2× 3×                     | Nézőszám: 650Játékvezetők: Kjaer, Pedersen (DEN) |

| 2016. október 15. 16:00 | SPONO Eagles | 23–35       | Kuban Krasznodar | Nézőszám: 700Játékvezetők: Chaskis, Tsakonas (GRE) |
| 2016. október 15. 16:00 | L. Frey 7    | (12–17)     | három játékos 4  | Nézőszám: 700Játékvezetők: Chaskis, Tsakonas (GRE) |
| 2016. október 15. 16:00 | 8× 3×        | Jegyzőkönyv | 6× 3× 1×         | Nézőszám: 700Játékvezetők: Chaskis, Tsakonas (GRE) |

| 2016. október 16. 16:00 | Kuban Krasznodar | 38–28       | SPONO Eagles | Nézőszám: 500Játékvezetők: Chaskis, Tsakonas (GRE) |
| 2016. október 16. 16:00 | Gariaeva 7       | (19–11)     | Hodel 13     | Nézőszám: 500Játékvezetők: Chaskis, Tsakonas (GRE) |
| 2016. október 16. 16:00 | 7× 2×            | Jegyzőkönyv | 5× 3×        | Nézőszám: 500Játékvezetők: Chaskis, Tsakonas (GRE) |

| 2016. október 16. 11:00 | H.C. Roman | 25–27       | Alba Fehérvár KC   | Nézőszám: 500Játékvezetők: Doychinov, Goretsov (BUL) |
| 2016. október 16. 11:00 | Glibko 8   | (10–15)     | Bandelier, Mendy 6 | Nézőszám: 500Játékvezetők: Doychinov, Goretsov (BUL) |
| 2016. október 16. 11:00 | 1× 3×      | Jegyzőkönyv | 5× 2×              | Nézőszám: 500Játékvezetők: Doychinov, Goretsov (BUL) |

| 2016. október 23. 17:00 | Alba Fehérvár KC   | 28–24       | H.C. Roman        | Nézőszám: 850Játékvezetők: Aghakishi, Aghakishi (AZE) |
| 2016. október 23. 17:00 | Bandelier, Mendy 6 | (15–9)      | Chitacu, Iuganu 5 | Nézőszám: 850Játékvezetők: Aghakishi, Aghakishi (AZE) |
| 2016. október 23. 17:00 | 9× 3×              | Jegyzőkönyv | 3× 2×             | Nézőszám: 850Játékvezetők: Aghakishi, Aghakishi (AZE) |

| 2016. október 16. 18:00 | TuS Metzingen | 30–22       | DHK Banik Most | Nézőszám: 1200Játékvezetők: Stokes, Bartlett (GBR) |
| 2016. október 16. 18:00 | Michielsen 7  | (10–12)     | Jerabková 7    | Nézőszám: 1200Játékvezetők: Stokes, Bartlett (GBR) |
| 2016. október 16. 18:00 | 2× 1×         | Jegyzőkönyv | 2× 2×          | Nézőszám: 1200Játékvezetők: Stokes, Bartlett (GBR) |

| 2016. október 22. 18:00 | DHK Banik Most | 25–29       | TuS Metzingen | Nézőszám: 1000Játékvezetők: Butskevich, Butskevich (BLR) |
| 2016. október 22. 18:00 | Szarková 6     | (9–15)      | Loseth 6      | Nézőszám: 1000Játékvezetők: Butskevich, Butskevich (BLR) |
| 2016. október 22. 18:00 | 5× 3×          | Jegyzőkönyv | 1× 3×         | Nézőszám: 1000Játékvezetők: Butskevich, Butskevich (BLR) |

| 2016. október 15. 16:00 | Muratpasa Belediyesi SK | 20–30       | Randers HK | Nézőszám: 300Játékvezetők: Rutkovskis, Dzerve (LAT) |
| 2016. október 15. 16:00 | három játékos 5         | (11–17)     | Molid 9    | Nézőszám: 300Játékvezetők: Rutkovskis, Dzerve (LAT) |
| 2016. október 15. 16:00 | 5× 3× 1×                | Jegyzőkönyv | 1× 3×      | Nézőszám: 300Játékvezetők: Rutkovskis, Dzerve (LAT) |

| 2016. október 16. 13:00 | Randers HK | 26–13       | Muratpasa Belediyesi SK | Nézőszám: 250Játékvezetők: Rutkovskis, Dzerve (LAT) |
| 2016. október 16. 13:00 | Gustin 7   | (8–7)       | Hosgör Binboga 8        | Nézőszám: 250Játékvezetők: Rutkovskis, Dzerve (LAT) |
| 2016. október 16. 13:00 | 3×         | Jegyzőkönyv | 2× 3×                   | Nézőszám: 250Játékvezetők: Rutkovskis, Dzerve (LAT) |

| 2016. október 16. 16:30 | VfL Oldenburg | 29–22       | Fleury Loiret Handball | Nézőszám: 764Játékvezetők: Ilieva, Karbeska (MKD) |
| 2016. október 16. 16:30 | Geschke 9     | (15–10)     | Baudouin 5             | Nézőszám: 764Játékvezetők: Ilieva, Karbeska (MKD) |
| 2016. október 16. 16:30 | 2× 3×         | Jegyzőkönyv | 2× 3×                  | Nézőszám: 764Játékvezetők: Ilieva, Karbeska (MKD) |

| 2016. október 23. 17:15 | Fleury Loiret Handball | 26–23       | VfL Oldenburg | Nézőszám: 1500Játékvezetők: Christidi, Papamattheou (GRE) |
| 2016. október 23. 17:15 | Almeida De Paula 7     | (14–8)      | Schnack 6     | Nézőszám: 1500Játékvezetők: Christidi, Papamattheou (GRE) |
| 2016. október 23. 17:15 | 3× 1×                  | Jegyzőkönyv | 2× 3×         | Nézőszám: 1500Játékvezetők: Christidi, Papamattheou (GRE) |

| 2016. október 15. 14:00 | Pogon Baltica Szczecin | 29–35       | NFH - Nykøbing Falster Håndboldklub | Nézőszám: 730Játékvezetők: Metalari, Nikolovski (MKD) |
| 2016. október 15. 14:00 | Kochaniak, Szczecina 6 | (12–16)     | Hagman 9                            | Nézőszám: 730Játékvezetők: Metalari, Nikolovski (MKD) |
| 2016. október 15. 14:00 | 5× 3×                  | Jegyzőkönyv | 4× 3×                               | Nézőszám: 730Játékvezetők: Metalari, Nikolovski (MKD) |

| 2016. október 22. 15:00 | NFH - Nykøbing Falster Håndboldklub | 33–28       | Pogon Baltica Szczecin | Nézőszám: 895Játékvezetők: Nabokau, Kulik (BLR) |
| 2016. október 22. 15:00 | Pedersen 10                         | (17–15)     | Cebula 8               | Nézőszám: 895Játékvezetők: Nabokau, Kulik (BLR) |
| 2016. október 22. 15:00 | 5× 3× 1×                            | Jegyzőkönyv | 3× 3×                  | Nézőszám: 895Játékvezetők: Nabokau, Kulik (BLR) |

| 2016. október 16. 18:00 | Byasen Trondheim | 33–27       | Tertnes Bergen   | Nézőszám: 976Játékvezetők: Pech, Vágvölgyi (HUN) |
| 2016. október 16. 18:00 | Arntzen 10       | (15–13)     | Bergset, Hagen 6 | Nézőszám: 976Játékvezetők: Pech, Vágvölgyi (HUN) |
| 2016. október 16. 18:00 | 3× 3×            | Jegyzőkönyv | 2× 3×            | Nézőszám: 976Játékvezetők: Pech, Vágvölgyi (HUN) |

| 2016. október 23. 19:00 | Tertnes Bergen | 26–29       | Byasen Trondheim | Nézőszám: 291Játékvezetők: Vujacic, Kazanegra (MNE) |
| 2016. október 23. 19:00 | Sivertsen 7    | (14–16)     | Hjertner 6       | Nézőszám: 291Játékvezetők: Vujacic, Kazanegra (MNE) |
| 2016. október 23. 19:00 | 2× 3×          | Jegyzőkönyv | 3× 3×            | Nézőszám: 291Játékvezetők: Vujacic, Kazanegra (MNE) |

| 2016. október 15. 16:00 | HC Lada Togliatti | 29–23       | Vipers Kristiansand | Nézőszám: 2000Játékvezetők: Jerlecki, Labun (POL) |
| 2016. október 15. 16:00 | Samokhina 7       | (17–11)     | Brattset 6          | Nézőszám: 2000Játékvezetők: Jerlecki, Labun (POL) |
| 2016. október 15. 16:00 | 2× 3×             | Jegyzőkönyv | 2× 2×               | Nézőszám: 2000Játékvezetők: Jerlecki, Labun (POL) |

| 2016. október 22. 18:00 | Vipers Kristiansand   | 32–26       | HC Lada Togliatti | Nézőszám: 1121Játékvezetők: Budzak, Zahradnik (SVK) |
| 2016. október 22. 18:00 | Kristiansen, Olsson 6 | (15–15)     | Gorshkova 6       | Nézőszám: 1121Játékvezetők: Budzak, Zahradnik (SVK) |
| 2016. október 22. 18:00 | 2× 3×                 | Jegyzőkönyv | 4× 3×             | Nézőszám: 1121Játékvezetők: Budzak, Zahradnik (SVK) |

| 2016. október 15. 20:30 | Nantes Loire Atlantique HB | 24–23       | DVSC-TVP        | Nézőszám: 4100Játékvezetők: Braseth, Sundet (NOR) |
| 2016. október 15. 20:30 | Holta 11                   | (12–14)     | három játékos 4 | Nézőszám: 4100Játékvezetők: Braseth, Sundet (NOR) |
| 2016. október 15. 20:30 | 3× 2×                      | Jegyzőkönyv | 6× 2×           | Nézőszám: 4100Játékvezetők: Braseth, Sundet (NOR) |

| 2016. október 22. 20:30 | DVSC-TVP | 26–28       | Nantes Loire Atlantique HB | Nézőszám: 1800Játékvezetők: Merz, Schilha (GER) |
| 2016. október 22. 20:30 | Csáki 7  | (12–13)     | Holta 9                    | Nézőszám: 1800Játékvezetők: Merz, Schilha (GER) |
| 2016. október 22. 20:30 | 2× 3×    | Jegyzőkönyv | 3× 1×                      | Nézőszám: 1800Játékvezetők: Merz, Schilha (GER) |

## 3. selejtezőkör

### 3. selejtezőkör, párosítások
A harmadik selejtezőkör mérkőzéseit 2016. november 12. és november 20. között rendezik. Itt kapcsolódnak be a Bajnokok ligája selejtezőjéből második és harmadik helyen kiesett csapatok.
| 1. csapat              | Össz. | 2. csapat                           | 1. mérk. | 2. mérk. |
| ---------------------- | ----- | ----------------------------------- | -------- | -------- |
| Ankara Yenimahalle BSK | 56–63 | TuS Metzingen                       | 33–27    | 23–36    |
| Hypo Niederösterreich  | 49–61 | Kuban Krasznodar                    | 23–29    | 26–32    |
| HC Lada Togliatti      | 57–48 | Viborg HK                           | 29–26    | 28–22    |
| SERCODAK Dalfsen       | 49–62 | Nantes Loire Atlantique HB          | 21–31    | 28–31    |
| Team Tvis Holstebro    | 46–58 | VfL Oldenburg                       | 25–27    | 21–31    |
| IUVENTA Michalovce     | 42–55 | Alba Fehérvár KC                    | 23–28    | 19–27    |
| Randers HK             | 51–50 | MKS Selgros Lublin                  | 28–27    | 23–23    |
| Indeco Conversano      | 46–72 | NFH - Nykøbing Falster Håndboldklub | 24–36    | 22–36    |
| H.C. Dunarea Braila    | 48–58 | Byasen Trondheim                    | 25–24    | 23–34    |
| HC Podravka Koprivnica | 36–47 | SG BBM Bietigheim                   | 16–23    | 20–24    |
| Érd NK                 | 60–47 | Dunaújvárosi Kohász KA              | 29–22    | 31–25    |
| Super Amara Bera Bera  | 39–48 | Brest Bretagne Handball             | 20–25    | 19–23    |

### 3. selejtezőkör, mérkőzések
| 2016. november 12. 17:00 | Ankara Yenimahalle BSK | 33–27       | TuS Metzingen | Nézőszám: 800Játékvezetők: Zendali, Riello (ITA) |
| 2016. november 12. 17:00 | Özel 10                | (16–16)     | Loerper 6     | Nézőszám: 800Játékvezetők: Zendali, Riello (ITA) |
| 2016. november 12. 17:00 | 5× 3× 1×               | Jegyzőkönyv | 8× 3×         | Nézőszám: 800Játékvezetők: Zendali, Riello (ITA) |

| 2016. november 18. 20:00 | TuS Metzingen | 36–23       | Ankara Yenimahalle BSK | Nézőszám: 1300Játékvezetők: Nastase, Stancu (ROU) |
| 2016. november 18. 20:00 | Loerper 11    | (16–9)      | Özel 9                 | Nézőszám: 1300Játékvezetők: Nastase, Stancu (ROU) |
| 2016. november 18. 20:00 | 2× 3×         | Jegyzőkönyv | 3× 3×                  | Nézőszám: 1300Játékvezetők: Nastase, Stancu (ROU) |

| 2016. november 12. 18:00 | Hypo Niederösterreich | 23–29       | Kuban Krasznodar | Nézőszám: 600Játékvezetők: Bennani, Bennani (SWE) |
| 2016. november 12. 18:00 | Bruneau, Budecevic 4  | (9–16)      | Zsilinszkajte 9  | Nézőszám: 600Játékvezetők: Bennani, Bennani (SWE) |
| 2016. november 12. 18:00 | 4× 3×                 | Jegyzőkönyv | 6× 3×            | Nézőszám: 600Játékvezetők: Bennani, Bennani (SWE) |

| 2016. november 20. 16:00 | Kuban Krasznodar         | 32–26       | Hypo Niederösterreich | Nézőszám: 2000Játékvezetők: Pech, Vagvölgyi (HUN) |
| 2016. november 20. 16:00 | Gorshenina, Kuznyecova 7 | (14–14)     | Kovács 6              | Nézőszám: 2000Játékvezetők: Pech, Vagvölgyi (HUN) |
| 2016. november 20. 16:00 | 5× 3×                    | Jegyzőkönyv | 5× 3×                 | Nézőszám: 2000Játékvezetők: Pech, Vagvölgyi (HUN) |

| 2016. november 13. 14:00 | HC Lada Togliatti | 29–26       | Viborg HK | Nézőszám: 2800Játékvezetők: Boricic, Markovic (SRB) |
| 2016. november 13. 14:00 | Malashenko 9      | (18–10)     | Jensen 8  | Nézőszám: 2800Játékvezetők: Boricic, Markovic (SRB) |
| 2016. november 13. 14:00 | 4× 2×             | Jegyzőkönyv | 5× 3×     | Nézőszám: 2800Játékvezetők: Boricic, Markovic (SRB) |

| 2016. november 19. 16:00 | Viborg HK  | 22–28       | HC Lada Togliatti | Nézőszám: 1186Játékvezetők: Christidi, Papamattheou (GRE) |
| 2016. november 19. 16:00 | Norgaard 4 | (10–13)     | Dmitrijeva 6      | Nézőszám: 1186Játékvezetők: Christidi, Papamattheou (GRE) |
| 2016. november 19. 16:00 | 1× 2×      | Jegyzőkönyv | 4× 3×             | Nézőszám: 1186Játékvezetők: Christidi, Papamattheou (GRE) |

| 2016. november 12. 19:00 | SERCODAK Dalfsen | 21–31       | Nantes Loire Atlantique HB | Nézőszám: 550Játékvezetők: Novikov, Perepilitsy (UKR) |
| 2016. november 12. 19:00 | Nusser 7         | (14–14)     | Escribano 8                | Nézőszám: 550Játékvezetők: Novikov, Perepilitsy (UKR) |
| 2016. november 12. 19:00 | 1× 2×            | Jegyzőkönyv | 2× 3×                      | Nézőszám: 550Játékvezetők: Novikov, Perepilitsy (UKR) |

| 2016. november 20. 18:15 | Nantes Loire Atlantique HB | 31–28       | SERCODAK Dalfsen | Nézőszám: 3500Játékvezetők: Martins, Martins (POR) |
| 2016. november 20. 18:15 | Holta 6                    | (16–15)     | Nusser 8         | Nézőszám: 3500Játékvezetők: Martins, Martins (POR) |
| 2016. november 20. 18:15 | 4× 3×                      | Jegyzőkönyv | 2× 2×            | Nézőszám: 3500Játékvezetők: Martins, Martins (POR) |

| 2016. november 13. 18:30 | Team Tvis Holstebro | 25–27       | VfL Oldenburg | Nézőszám: 1309Játékvezetők: Doychinov, Goretsov (BUL) |
| 2016. november 13. 18:30 | Jensen 8            | (11–11)     | Geschke 7     | Nézőszám: 1309Játékvezetők: Doychinov, Goretsov (BUL) |
| 2016. november 13. 18:30 | 2× 3×               | Jegyzőkönyv | 4× 2×         | Nézőszám: 1309Játékvezetők: Doychinov, Goretsov (BUL) |

| 2016. november 20. 16:30 | VfL Oldenburg | 31–21       | Team Tvis Holstebro | Nézőszám: 816Játékvezetők: Praštalo, Todorović (BIH) |
| 2016. november 20. 16:30 | Geschke 10    | (15–12)     | Jensen 7            | Nézőszám: 816Játékvezetők: Praštalo, Todorović (BIH) |
| 2016. november 20. 16:30 | 1× 2×         | Jegyzőkönyv | 3× 3×               | Nézőszám: 816Játékvezetők: Praštalo, Todorović (BIH) |

| 2016. november 13. 13:00 | IUVENTA Michalovce | 23–28       | Alba Fehérvár KC | Nézőszám: 1200Játékvezetők: Jorum, Kleven (NOR) |
| 2016. november 13. 13:00 | Levchenko 6        | (12–17)     | Gjorgjievszka 8  | Nézőszám: 1200Játékvezetők: Jorum, Kleven (NOR) |
| 2016. november 13. 13:00 | 5× 2× 1×           | Jegyzőkönyv | 3× 3×            | Nézőszám: 1200Játékvezetők: Jorum, Kleven (NOR) |

| 2016. november 20. 15:00 | Alba Fehérvár KC | 27–19       | IUVENTA Michalovce | Nézőszám: 800Játékvezetők: Ilieva, Karbeska (MKD) |
| 2016. november 20. 15:00 | Mendy 6          | (16–11)     | Levchenko 7        | Nézőszám: 800Játékvezetők: Ilieva, Karbeska (MKD) |
| 2016. november 20. 15:00 | 3× 3× 1×         | Jegyzőkönyv | 5× 3×              | Nézőszám: 800Játékvezetők: Ilieva, Karbeska (MKD) |

| 2016. november 12. 14:00 | Randers HK | 28–27       | MKS Selgros Lublin | Nézőszám: 479Játékvezetők: Cabrejas, Sánchez (ESP) |
| 2016. november 12. 14:00 | Andersen 6 | (12–14)     | Bozovic 9          | Nézőszám: 479Játékvezetők: Cabrejas, Sánchez (ESP) |
| 2016. november 12. 14:00 | 3× 2×      | Jegyzőkönyv | 5× 2×              | Nézőszám: 479Játékvezetők: Cabrejas, Sánchez (ESP) |

| 2016. november 19. 18:00 | MKS Selgros Lublin | 23–23       | Randers HK | Nézőszám: 3000Játékvezetők: Kaveshnikov, Plotnikov (RUS) |
| 2016. november 19. 18:00 | Bozovic, Drabik 6  | (11–13)     | Molid 7    | Nézőszám: 3000Játékvezetők: Kaveshnikov, Plotnikov (RUS) |
| 2016. november 19. 18:00 | 1× 2×              | Jegyzőkönyv | 4× 2×      | Nézőszám: 3000Játékvezetők: Kaveshnikov, Plotnikov (RUS) |

| 2016. november 12. 18:30 | Indeco Conversano | 24–36       | NFH - Nykøbing Falster Håndboldklub | Nézőszám: 500Játékvezetők: Kaludjerovic, Vujacic (MNE) |
| 2016. november 12. 18:30 | Rotondo 9         | (10–20)     | Westberg 9                          | Nézőszám: 500Játékvezetők: Kaludjerovic, Vujacic (MNE) |
| 2016. november 12. 18:30 | 5× 2×             | Jegyzőkönyv | 3× 3×                               | Nézőszám: 500Játékvezetők: Kaludjerovic, Vujacic (MNE) |

| 2016. november 19. 16:00 | NFH - Nykøbing Falster Håndboldklub | 36–22       | Indeco Conversano | Nézőszám: 786Játékvezetők: Kékes, Kékes (HUN) |
| 2016. november 19. 16:00 | Kristiansen 10                      | (17–10)     | Rotondo 9         | Nézőszám: 786Játékvezetők: Kékes, Kékes (HUN) |
| 2016. november 19. 16:00 | 1× 3×                               | Jegyzőkönyv | 4× 1×             | Nézőszám: 786Játékvezetők: Kékes, Kékes (HUN) |

| 2016. november 13. 20:00 | H.C. Dunarea Braia | 25–24       | Byasen Trondheim | Nézőszám: 2000Játékvezetők: Maric, Masic (SRB) |
| 2016. november 13. 20:00 | Tiron 9            | (13–14)     | Jacobsen 7       | Nézőszám: 2000Játékvezetők: Maric, Masic (SRB) |
| 2016. november 13. 20:00 | 1× 3×              | Jegyzőkönyv | 3×               | Nézőszám: 2000Játékvezetők: Maric, Masic (SRB) |

| 2016. november 20. 17:00 | Byasen Trondheim   | 34–23       | H.C. Dunarea Braila | Nézőszám: 1936Játékvezetők: Brodbeck, Reich (GER) |
| 2016. november 20. 17:00 | Arntzen, Groetan 7 | (17–10)     | Perianu 7           | Nézőszám: 1936Játékvezetők: Brodbeck, Reich (GER) |
| 2016. november 20. 17:00 | 6× 3×              | Jegyzőkönyv | 6×                  | Nézőszám: 1936Játékvezetők: Brodbeck, Reich (GER) |

| 2016. november 13. 18:00 | HC Podravka Koprivnica | 16–23       | SG BBM Bietigheim | Nézőszám: 1800Játékvezetők: Herczeg, Südi (HUN) |
| 2016. november 13. 18:00 | Debelic, Krsnik 4      | (8–12)      | három játékos 4   | Nézőszám: 1800Játékvezetők: Herczeg, Südi (HUN) |
| 2016. november 13. 18:00 | 5× 3×                  | Jegyzőkönyv | 3× 2×             | Nézőszám: 1800Játékvezetők: Herczeg, Südi (HUN) |

| 2016. november 19. 20:00 | SG BBM Bietigheim | 24–20       | HC Podravka Koprivnica | Nézőszám: 877Játékvezetők: Mandak, Rudinsky (SVK) |
| 2016. november 19. 20:00 | Naidzinavicius 4  | (13–7)      | Nemaskalo 7            | Nézőszám: 877Játékvezetők: Mandak, Rudinsky (SVK) |
| 2016. november 19. 20:00 | 4× 2×             | Jegyzőkönyv | 6× 3×                  | Nézőszám: 877Játékvezetők: Mandak, Rudinsky (SVK) |

| 2016. november 12. 16:00 | Érd NK            | 29–22       | Dunaújvárosi Kohász KA | Nézőszám: 1900Játékvezetők: Geraets, Geraets (NED) |
| 2016. november 12. 16:00 | Klivinyi, Krpež 8 | (15–9)      | Kovács, Mičijević 5    | Nézőszám: 1900Játékvezetők: Geraets, Geraets (NED) |
| 2016. november 12. 16:00 | 2× 2×             | Jegyzőkönyv | 5× 3× 2×               | Nézőszám: 1900Játékvezetők: Geraets, Geraets (NED) |

| 2016. november 19. 18:30 | Dunaújvárosi Kohász KA | 25–31       | Érd NK          | Nézőszám: 880Játékvezetők: Vranes, Wenninger (AUT) |
| 2016. november 19. 18:30 | Kovács, Mičijević 5    | (10–14)     | három játékos 5 | Nézőszám: 880Játékvezetők: Vranes, Wenninger (AUT) |
| 2016. november 19. 18:30 | 5× 2×                  | Jegyzőkönyv | 3× 3×           | Nézőszám: 880Játékvezetők: Vranes, Wenninger (AUT) |

| 2016. november 12. 19:00 | Super Amara Bera Bera | 20–25       | Brest Bretagne Handball | Nézőszám: 1900Játékvezetők: Alpaidze, Berezkina (RUS) |
| 2016. november 12. 19:00 | Fernández 5           | (9–12)      | Prouvensier 4           | Nézőszám: 1900Játékvezetők: Alpaidze, Berezkina (RUS) |
| 2016. november 12. 19:00 | 1× 2×                 | Jegyzőkönyv | 3× 3×                   | Nézőszám: 1900Játékvezetők: Alpaidze, Berezkina (RUS) |

| 2016. november 19. 20:30 | Brest Bretagne Handball | 23–19       | Super Amara Bera Bera | Nézőszám: 3719Játékvezetők: Schulze, Tönnies (GER) |
| 2016. november 19. 20:30 | Mangué, Tissier 5       | (8–10)      | Aramendia 4           | Nézőszám: 3719Játékvezetők: Schulze, Tönnies (GER) |
| 2016. november 19. 20:30 | 4× 3×                   | Jegyzőkönyv | 2× 3×                 | Nézőszám: 3719Játékvezetők: Schulze, Tönnies (GER) |